# Ophifaag
Ophifaag betekent slangenetend en is een term in de biologie die gebruikt wordt voor dieren die voornamelijk slangen eten. Voorbeelden zijn met name slangen als Vermicella annulata die leeft van wormslangen, en sommige roofvogels als de slangenarend en de secretarisvogel. 